# Thorectes castillanus
Thorectes castillanus is een keversoort uit de familie mesttorren (Geotrupidae). De wetenschappelijke naam van de soort werd in 1985 gepubliceerd door Lopez-Colon.